# Львів'янка (жіночий футбольний клуб)
Жіночий футбольний клуб Львів'янка (Львів) або просто «Львів'янка»  — український футбольний клуб з міста Львів.

## Хронологія назв
- 1992: ЖФК «Львів’яночка» (Львів)
- 1997: ЖФК «Смерічка» (Львів)
- 1997: ЖФК «Львів’яночка» (Львів)
- 1999: ЖФК «Львів’яночка-ЛЛГЗ» (Львів)
- 2001: ЖФК «Львів'янка» (Львів)
- 2017: клуб розформовано

## Історія
Клуб ЖФК «Львів'янка» засновано 1992 року у Львові. У сезоні 1992 року клуб дебютував у Першій лізі, посівши 6-те місце. Наступного сезону команда фінішувала на другому місці, але потім через низький інтерес клубів до матчів Першої ліги турнір скасували, і клуб грав лише на товариських турнірах.
У сезоні 1997 року футзальна команда під назвою «Смерічка» (Львів) стартувала у жіночому чемпіонаті України, де посіла шосте місце. У наступному сезоні 1997/98 років клуб повернувся до назви «Львів'янка», фінішувавши на третьому місці. У 1997 році львівська команда виграла кубок України.
Лише 1998 року клуб повернувся до великого футболу, приєднавшись до Вищої ліги. «Львів'янка» посіла четверте місце у своєму дебютному сезоні на найвищому рівні, але потім не виступала протягом наступних трьох років.
Наприкінці 1998 року клуб налагодив співпрацю з Львівським лікеро-горілчаним заводом, після чого він змінив назву на «Львів’яночка-ЛЛГЗ» (Львів). У 1998 році команду вдруге в історії виграє кубок України з футзалу. У сезоні 1998/99 років львів'янки посіли восьме місце у Вищій лізі України з футзалу. У наступному сезоні 1999/2000 років команда потрапила на передостаннє сьоме місце, але потім з фінансових причин відмовилася від подальших виступів.
У сезоні 2001 року команда з історичною назвою «Львів'янка» знову стартувала у Вищій лізі України з футболу. У 2002 році клуб знову взяв участь у змаганнях на найвищому рівні, але потім відмовився від виступів у наступному чемпіонаті.
Також у сезонах 2001/02, 2002/03 та 2003/04 років команда грала у Вищій лізі України з футзалу, посівши 5, 7 та 10 місце відповідно.
З 2005 по 2015 рік клуб не брав участі в жодних чемпіонатах через брак фінансування, граючи лише товариські матчі.
Лише в сезоні 2016 команда заявилася в Першу лігу. Спочатку «Львів'янка» посіла перше місце в групі А, потім став другим у півфінальній групі А, а в матчі за 3-тє місце переміг клуб «Освіта-ДЮСШ-3» з Івано-Франківська з рахунком 3:0. Взимку 2017 року клуб також брав участь у зимовому чемпіонаті України. Після третього місця клуб більше не змагався в офіційних мтачах та був розформований.

## Клубні кольори, форма, герб, гімн
|  |  |

Клубні кольори — зелений і білий. Футболістки зазвичай проводять свої домашні матчі в зелених майках, зелених шортах та білих шкарпетках.

## Досягнення

### Футбольні
- Вища ліга України
  - 4-те місце (3): 1998, 2001 (А), 2002 (Б)

- Перша ліга України
  -  Срібний призер (1): 1993
  -  Бронзовий призер (1): 2016

### Футзальні
- Вища ліга України
  -  Бронзовий призер (1): 1997/98

- Перша ліга України
  -  Бронзовий призер (1): 2016

- Кубок України
  -  Володар (2): 1997, 1998

## Відомі тренери
- Ігор Карпа (201?—2017)

## Стадіон
Домашні футбольні матчі проводив на стадіоні імені Богдана Маркевича у Винниках, який вміщує 1000 глядачів.

## Зала
Команда проводить свої домашні футзальні матчі у Львові в залі СКІФ, який розташовується за адресою вул. Черемшини, 17.

## Інші секції
Окрім основної команди, клуб мав молодіжну та дитячу команди, які виступали в міських турнірах.

## Дербі
- «Галичанка» (Львів)